# I Created Disco
I Created Disco é o álbum de estreia da músico escocês Calvin Harris, lançado pelo selo EMI.

## Faixas
1. "Merrymaking at My Place" - 4:10
2. "Colours" - 4:02
3. "This is the Industry" - 3:56
4. "The Girls" - 5:15
5. "Acceptable in the 80s" - 5:33
6. "Neon Rocks" - 3:48
7. "Traffic Cops" - 0:54
8. "Vegas" - 5:42
9. "I Created Disco" - 4:08
10. "Disco Heat" - 4:31
11. "Vault Character" - 0:08
12. "Certified" - 4:08
13. "Love Souvenir" - 4:20
14. "Electro Man" - 4:58

## Faixas I Created Disco: Special Edition [2008]

### CD 1
1. "Merrymaking at My Place"
2. "Colours"
3. "This is the Industry"
4. "The Girls"
5. "Acceptable in the 80s"
6. "Neon Rocks"
7. "Traffic Cops"
8. "Vegas"
9. "I Created Disco"
10. "Disco Heat"
11. "Vault Character"
12. "Certified"
13. "Love Souvenir"
14. "Electro Man"

### CD 2 - Bonus Disc
1. "Rock 'N' Roll Attitude"
2. "We Are All The Same"
3. "Love For You"
4. "Merrymaking At My Place (Mr. Oizo Remix)"
5. "Acceptable in The 80s (Tom Neville Remix)"
6. "The Girls (Groove Armada Remix)"
7. "The Girls (Acoustic Version)"